# Papyrus alchimiques de Leyde et de Stockholm
Ne doit pas être confondu avec Papyrus d'Ipou-Our.
Papyrus de Leyde et papyrus de Stockholm
Le papyrus de Leyde et le papyrus de Stockholm sont des compilations de recettes techniques relatives à l'argent, l'or, les pierres et les étoffes. Ils ont été écrits en grec aux environs du IIIe siècle, probablement en Haute-Égypte à l'époque romaine. Témoins du processus mal connu qui a conduit de l'artisanat vers l'alchimie, ces recettes de procédés d'imitation de métaux précieux et de pierres précieuses nous apportent un grand nombre d'informations sur les techniques de l'Antiquité, d'un intérêt majeur pour l'histoire de la chimie.

## Papyrus de Leyde
Ce papyrus est conservé à Leyde aux Pays-Bas, au Rijksmuseum van Oudheden. Il a appartenu au riche marchand Johan d'Anastasi, vice-consul puis consul général de Suède et de Norvège à Alexandrie en Égypte. Le gouvernement néerlandais l'acquit en 1828 et le déposa au musée de Leyde le 1er janvier 1829, sous la cote i 397 (R. Halleux, 2002). Le chimiste et historien de la chimie, Marcellin Berthelot, en a donné une première traduction en français dans son Introduction à l'étude de la chimie des anciens et du Moyen Âge, en 1889. Plus d'un siècle plus tard, Robert Halleux en a donné une nouvelle traduction (2002), accompagnée de notes et d'une introduction, abondamment utilisée dans cet article.
Son origine est inconnue bien que les anciennes publications mentionnent une provenance de Thèbes (Haute-Égypte).
Il se présente sous forme d'un codex comportant vingt feuillets de papyrus, cousus par des fils de papyrus.
Il comporte 99 recettes chimiques et dix articles décrivant des minéraux tirés de la materia medica de Dioscoride.

## Papyrus de Stockholm

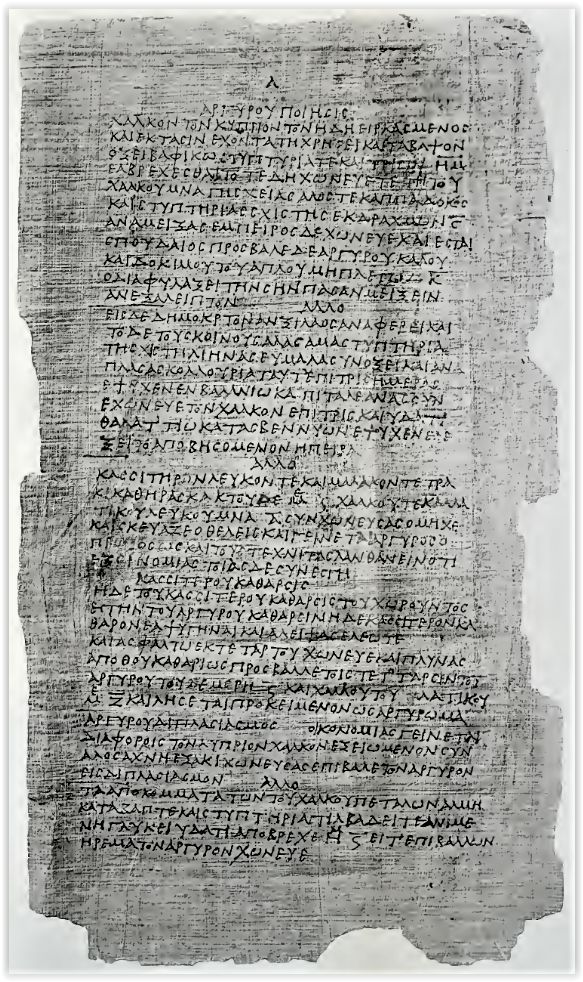
Le papyrus alchimique de Stockholm

Ce papyrus est conservé à Stockholm en Suède, à la Kongelige Biblioteket, et provient d'un cadeau du chevalier Johann d'Anastasi.
Son origine est inconnue mais comme le papyrus de Leyde, il proviendrait de Thèbes. Les premiers papyrologues ayant travaillé sur ce manuscrit s'accordent pour dire qu'il est l’œuvre du même copiste  que celui de Leyde (ce même copiste pourrait d'ailleurs être l'auteur de P. Leid. W, un manuscrit faisant maintenant partie de la collection de papyrus gréco-égyptiens connus sous le nom de « papyrus magiques grecs et démotiques »).
Ce codex comporte 159 articles dont quatre copiés deux fois.

## Contenu
Les deux papyri sont proches du Physica et mystica du Pseudo-Démocrite. Leur contenu permet de les assigner à l'époque de l'empereur romain Constantin (272, 337), c'est-à-dire qu'ils seraient contemporains de l'alchimiste gréco-égyptien Zosime de Panopolis.
Les papyri donnent des recettes d'imitation de l'or, de l'argent, des pierres précieuses et de la pourpre.
Certaines recettes apparaissent plusieurs fois. Ainsi dans papyrus de Leyde (abrév. p. Leyde), les recettes 5 et 84 de « fabrication de l'asem » (soit d'imitation de l'argent), sont identiques :
| « (5) Fabrication de l'asèm Étain, 12 drachmes ; mercure, 4 drachmes ; terre de Chio, 2 drachmes. Fondez l'étain, jetez-y ensuite la terre broyée, puis le mercure et remuez avec un fer, puis utilisez » |
(L'asèm ασημος est l'argent-métal et la drachme (alexandrine) est une unité de poids de 3,63 grammes)
Certaines recettes apparaissent dans les deux papyri, indiquant des sources au contenu partiellement identiques. Ainsi la purification de l'étain fait l'objet de la recette 3 de p. Leyde et 4 de p. Stockholm. La procédure décrite est identique mais les termes sont un peu différents.
On trouve deux types de recettes : les abrégées et les détaillées. Dans les premières, les ingrédients sont indiqués et la procédure est esquissée ou même omise. Dans les recettes détaillées la quantité des ingrédients est précisée et la marche à suivre indiquée.
Depuis les travaux de Marcellin Berthelot,, les historiens se sont souvent demandé s'il s'agit de simples recettes d'artisan, à but technique ou bien de traités d'alchimie.
Ces textes donnant des recettes pour imiter des biens précieux (or, argent, pierres précieuses et pourpre), pourraient être des manuels à l'usage d'orfèvres et d'artisans cherchant à en produire des imitations bon marché. Des faussaires pourraient aussi les utiliser pour fabriquer des alliages de cuivre, d'étain, de zinc etc. mimant l'or et l'argent ou bien pour dorer en surface un alliage pour lui donner l'aspect de l'or. Si ces recettes sont proches de celles des alchimistes cherchant à transformer les substances, la différence majeure réside dans le fait qu'elles ne sont accompagnées d'aucune considération spéculative sur la nature de la matière.
« En fait, il est extrêmement difficile de distinguer une recette technique d'une recette alchimique. La différence essentielle, la chimérique prétention de transmuter, ne joue qu'au niveau de la conscience de l'opérateur, car sous l'angle strictement technique,[...] les procédés des alchimistes grecs sont des procédés de bijoutiers : alliage à bas titre, dorure ou argenture de métaux vils, vernis imitant l'or et l'argent. Il conviendra donc de replacer les recettes dans leur contexte à la fois technique et intellectuel. »
Joseph Needham a introduit les termes d'« aurifiction » et d'« aurifaction » pour marquer cette différence au niveau de la conscience des opérateurs. L'artisan qui produit une imitation délibérée de l'or pratique l'aurifiction, alors que l'alchimiste pratique l'aurifaction, car, conduit par une conviction philosophique profonde, il cherche à transformer la matière en séparant les substances volatiles des corps, en se laissant guider par une conception très élaborée de la nature des substances matérielles.

## Les ingrédients, les outils et les recettes
Ces documents sont importants pour l'histoire de la chimie, car ils mentionnent des « recettes » se rapportant à un savoir-faire très ancien et portant sur plusieurs substances connues avant ou à cette époque.
Comme les métaux précieux n'étaient pas disponibles en quantité suffisante, il est permis de penser qu'en Égypte, par exemple, des artisans ou des prêtres fabriquaient, sans intention nécessairement frauduleuse, des objets de luxe ou de culte imitant l'or, l'argent, les pierres précieuses, les verres colorés bien moins chers que les matériaux originaux.

### Les ingrédients
Les réactifs les plus fréquemment employés sont l'alun (styptêria στυπτηρια), le vinaigre (oksos ὄξος) et l'urine (ouron οὖρον).
L'alun, un sulfate double d’aluminium et de métaux alcalins, produit dans la Petite Oasis en Égypte, faisait l'objet d'un monopole l'État à l'époque romaine. Il servait à fixer les couleurs. Le vinaigre est, dans l'Antiquité, un vin gâté qui devait consister en un assemblage d'acides végétaux. Il correspond au concept moderne d'acide. L'urine est une source de phosphate alcalins et d'ammoniaque. Elle servait de dégraissant et de solvant en teinture et de décapant des métaux.

### Les outils
L'outillage n'a rien de spécifique. On y reconnaît des ustensiles de cuisine, quelques outils de métallurgiste, de teinturier, de peintre mais surtout de droguiste ou de pharmacien. En dehors de nombreux types de récipients, on a des fours, des pincettes, des spatules de fer, mortier de pierre dure etc. Le seul instrument d'alchimiste est la kérotakis, un appareil utilisé pour effectuer les sublimations.

### Les recettes
Les recettes les plus nombreuses se rapportent à l'argent (appelé asêmos ασημος dans le papyrus de Leyde et argyros αργυρος dans le papyrus de Stockholm). Les procédés d'imitation de l'argent dit de « fabrication de l’asèm» se répartissent en plusieurs catégories dont la caractéristique commune est de réaliser des alliages blancs :
- alliage argent, étain, cuivre blanc, mercure
- étain, cuivre, mercure
- cuivre attaqué par des mordants, pour le blanchir

Les recettes concernant l'or (chrysos χρυσος) utilisent la cémentation, une méthode consistant à chauffer un métal en présence d’une préparation qui modifie ses propriétés physiques soit en l’attaquant soit en lui alliant un autre métal. Dans l'Antiquité, la cémentation faisait partie, avec la coloration des métaux, des fondements de la métallurgie.
Il existe aussi des méthodes pour « augmenter l'or » comme la recette (15) du papyrus de Leyde :
| « (15) Augmentation de l'or. Augmenter l'or. Prenez de la cadmie de Thrace en plaques ou de la cadmie de Galatie, mêlez. » |
Selon Berthelot, l'or est chauffé avec de la cadmie, un oxyde de zinc, en présence d'un agent réducteur non précisé. Il se forme alors un alliage plus lourd que l'or.
De nombreuses recettes des deux papyri indiquent comment teindre la laine. La pourpre véritable est faite avec la glande du mollusque Murex (Hexaplex trunculus ou Bolinus brandaris) qui est rare et très cher. Au milieu du IIIe siècle, apparait en Égypte, la mode de vêtements colorés, remplaçant le lin écru. Les papyri donnent alors des recettes pour teindre avec de simples teintures végétales. Plusieurs recettes donnent le procédé pour dégraisser la laine de son suint (avec de l'urine, de l'eau de chaux etc.) suivi du mordançage (au moyen de l'alun, de sel d'alumine etc.). Le papyrus de Stockholm donne des recettes pour teindre la laine avec le pastel Isatis tinctoria (recettes 106, 109-112, 122, 125), avec la garance Rubia peregrina (recettes 112, 125), le kermès Kermes vermilio (recettes 106, 122, 125).
La valeur attachée aux pierres précieuses a incité certains artisans à trouver le moyen de les imiter. Les recettes partent en général du cristal de roche (krystallos κρυσταλλος) ou quartz SiO2 qui est transparent et du tabashir (tabasios ταβάσιος), un exsudat de bambou fait de silice. Ces pierres sont d'abord mordancées (à l'urine, l'alun etc.) pour permettre au colorant de s'incorporer puis elles sont teintes par trempage, macération ou cuisson. Ainsi l'imitation de l'émeraude dans le papyrus de Stockholm :
| « (17) Fabrication d'émeraude. Prenez la pierre qu'on appelle tabashir, jetez dans l'alun liquide et laissez trois jours. Ensuite, enlevez, jetez dans un vase de cuivre, mettez un couvercle et scellez après y avoir mis du vert-de-gris sans fraude et pur avec du vinaigre piquant. Faite du feu en dessous avec du bois d'olivier pendant vingt heures doucement... » |
Ce procédé qui ne permet que de déposer un mince film coloré à la surface de la pierre semble vouloir imiter pour les pierres les techniques de teinture des étoffes.
On trouve également dans ces codex :
- Comment purifier et durcir le plomb, l'étain et les autres métaux connus à l'époque ;
- Comment rendre plus lourds les métaux précieux : or et argent ;
- Comment fabriquer de l'encre dorée (or et mercure) et des amalgames.

## La littérature des recettes
Les papyri de Leyde et de Stockholm se rangent dans la « littérature des recettes », un genre littéraire allant des compilations de recettes de médicaments du Corpus hippocratique jusqu'aux réceptaires médiévaux. Beaucoup de ces recettes dérivent de sources grecques.
Le gros de cette littérature de compilation appartient au Moyen Âge, comme
- Compositiones ad tingenta musiva, un manuscrit de la Bibliothèque Capitulaire de Lucques, copié à Lucques (Italie) entre 787 et 816, contient des recettes de métallurgie, de verrerie de teinture de peau etc.
- le manuscrit Mappae Clavicula, signalée la première fois à l'abbaye de Reichenau (Allemagne) en 821-822, une compilation de recettes artisanales du travail des métaux, du verre, des mosaïques et des teintures
- le traité d'Éraclius De artibus et coloribus Romanorum concernant les mêmes techniques
- la Diversarum artium schedula  de Théophile, du XIIe siècle, reflétant les techniques des ateliers monastiques.

Avec l'arrivée de l'imprimerie, ces textes qui prendront la forme d'une littérature des secrets connaitront une grande diffusion. Les Secrets concernant les arts et métiers au XVIIIe siècle et les Manuels Roret au XIXe siècle constituent l'aboutissement d'une tradition de près de deux millénaires.

### Textes
Robert Halleux (coordination éditoriale Henri-Dominique Saffrey), Les Alchimistes grecs, t. 1 : Papyrus de Leyde - Papyrus de Stockholm - Recettes, Paris, Les Belles Lettres, coll. « Collection des universités de France / Série grecque » (no 281), 15 septembre 2002 (1re éd. 1981), 303 p., 12,5 × 19,2 cm, broché (ISBN 2-251-00003-8 et 978-2-251-00003-9)

### Études
- Jean Baudet, Penser la matière : une histoire des chimistes et de la chimie, Paris, Vuibert, 2004, 389 p. (ISBN 2-7117-5340-9).
- Garth Fowden, Hermès l'Égyptien (1986), trad., Les Belles Lettres, coll. « L'âne d'or », 2000, p. 247-249.